# Лейслер, Иоганн Филипп Ахиллес
И́оганн-Фи́липп-Ахиллес Лейслер (нем. Johann Philipp Achilles Leisler) — немецкий врач и зоолог.

## Биография
Иоганн Филипп Ахиллес Лейслер дополнил  сочинение «Естествознание Германии» (Naturgeschichte Deutschlands) немецкого натуралиста и орнитолога Иоганн-Маттеуса Бехштейна (1757-1822). Он описал в своём труде в том числе такие новые виды птиц, как белохвостый песочник (Calidris temminckii), которого он назвал в честь своего друга, орнитолога Конрад-Якоба Темминка (1778-1858). Зоолог Генрих Куль (1797-1821) назвал в честь Лейслера один из видов летучих мышей, малую вечерницу (Nyctalus leisleri).

## Труды
- Populäres Naturrecht Eichenberg, Frankfurt 1799-1806
- Über medicinische Wahrheit und über die Mittel, sie zu erlangen Eichenberg, Frankfurt 1802
- Nachträge zu Bechsteins Naturgeschichte Deutschlands Schameck, Hanau 1812